# Wapen van Benschop

Wapen van Benschop

Het wapen van Benschop werd op 11 september 1816 door de Hoge Raad van Adel aan de Utrechtse gemeente Benschop bevestigd. In 1989 ging Benschop op in de gemeente Lopik. Het wapen van Benschop is daardoor komen te vervallen als gemeentewapen. In het wapen van Lopik van 1990 is de dwarsbalk uit het wapen van Benschop opgenomen. Hoewel de schuinbalk ook voorkomt in het wapen van Lopik wordt deze niet afkomstig geacht uit het wapen van Benschop, maar uit het wapen van Polsbroek om zo de verdeling van de wapens van de fusiegemeenten gelijk te houden.

## Blazoenering
De blazoenering van het wapen luidde als volgt:
Van goud met eene fasce van sabel, eene geëchequeteerde bande van twee tieres van keel en zilver brocherende over het geheel.
De heraldische kleuren zijn goud (geel of goud), sabel (zwart), keel (rood) en zilver (wit).
 De gouden kroon van drie bladeren en twee parels wordt niet genoemd in de beschrijving van de Hoge Raad van Adel.

## Verklaring
Benschop was vroeger onderdeel van Baronie IJsselstein, eigendom van de IJsselsteinse tak van de familie Van Amstel. Arnoud van Amstel wordt gezien als de stamvader van het geslacht IJsselstein

## Verwante wapens

Wapen van Lopik
Wapen van Polsbroek
Wapen van IJsselstein
Familiewapen van Ploos van Amstel
Wapen van Noord-Polsbroek